# Dasha Plekhanova
Dasha Plekhanova (* 19. Februar 2004) ist eine kanadische Tennisspielerin.

## Karriere
Plekhanova spielt bisher vor allem auf der ITF Women’s World Tennis Tour, wo sie bislang aber noch keinen Titel gewinnen konnte.
2023 erreichte sie im November das Achtelfinale im Einzel der W40 Guadalajara City.
2024 stand sie im Oktober im Finale des W15 in Huamantla, das sie mit 6:7 (3:7) und 5:7 gegen Malaika Rapolu verlor. Anfang November erreichte sie das Viertelfinale im Einzel und Doppel des W50 Britania Sport Center.
2025 stand sie Mitte Juni im Finale des W35 in Decatur, das sie mit 6:7 (5:7) und 4:6 gegen Fiona Crawley verlor. Ende Juli erhielt sie eine Wildcard für die Qualifikation zum Hauptfeld im Dameneinzel der National Bank Open, ihrem ersten Turnier der WTA Tour.